# Karolina Wójcik
Karolina Marta Wójcik (ur. 9 grudnia 1994 w Krakowie) – polska zawodniczka mieszanych sztuk walki (MMA). Mistrzyni południowoafrykańskiej organizacji EFC Worldwide w wadze słomkowej z 2018 roku. Walczyła także dla takich federacji jak m.in. Brave CF, KSW, Invicta FC, Oktagon MMA oraz PFL.

## Życiorys
Urodziła się w Krakowie. Przygodę ze sportami walki zaczęła w wieku 11 lat od boksu. Trenowała ten sport w pewnym klubie razem z braćmi i innymi chłopakami, dzięki czemu stoczyła walki pokazowe w tej dyscyplinie, jednak ostatecznie po około trzech latach klub się rozpadł i nie miała gdzie dalej rozwijać swoich umiejętności pięściarskich. Szermierkę na pieści trenowała około trzech lat. Z czasem jednak wyjechała do Anglii. Tam pomimo trudno znalazła klub, w którym trenowano boks oraz MMA. Jak się okazało, mieszane sztuki walki wciągnęły ją na dobre. Wójcik w nowej formule zaczęła walczyć amatorsko i przez dwa lata odnosiła na tym polu różne sukcesy – wywalczyła też pas mistrzowski organizacji UKFC Championship (2017 r). Rok później zadebiutowała zawodowo.

## Kariera MMA

### Dana White’s Contender Series
W sierpniu 2022 wzięła udział w programie Dana White’s Contender Series, w którym uczestnicy podczas poszczególnych gal muszą zwyciężyć walkę w dobrym stylu, co gwarantuje podpisanie kontraktu z najlepszej federacją MMA na świecie – Ultimate Fighting Championship (UFC). Wójcik pomimo pokonaniu Sandry Lavado nie zdobyła kontraktu z amerykańskim gigantem.

### Invicta FC
Po nieudanej próbie zdobycia kontraktu z UFC następnie związała się z Invicta Fighting Championships, określaną najlepszą żeńską organizacją MMA.
Na jubileuszowej gali Invicta FC 50 w Denver wystartowała w 4-osobowym turnieju wagi słomkowej, który rozegrał się jednego wieczoru. W półfinale jej rywalką została Gloria de Paula. Wójcik zwyciężyła jednogłośną decyzję sędziów i awansowała do finału turnieju. W nim zmierzyła się z Valescą Machado, która miejsce w finale wywalczyła sobie dzięki pokonaniu Ediany Silvy. Starcie doczekało się decyzji sędziowskiej, po której jednogłośnie zwyciężczynią i nową mistrzynią została zawodniczka z Brazylii.
Cztery miesiące później podczas drugiej najważniejszej walce wieczoru gali Invicta FC 52 zwyciężyła niejednogłośnie z Edianą Silvą.
We wrześniu 2023 ogłoszono, że Wójcik 27 października podczas głównej walki wieczoru Invicta FC 54 zawalczy o pas mistrzowski organizacji Invicta FC w wadze słomkowej. Jej rywalką została posiadająca ten tytuł Danni McCormack. W czwartej rundzie została technicznie poddana, po tym jak reprezentantka Irlandii ciasno zacisnęła Polce duszenie zza pleców, a ta nie odklepała na czas w wyniku czego straciła przytomność.

### Oktagon MMA i PFL
7 stycznia 2024 podpisała kontrakt z czesko-słowacką federacją Oktagon MMA. W debiucie dla nowego pracodawcy, który stoczyła 23 marca 2024 na gali Oktagon 55 w Stuttgarcie, jej rywalką była Australijka – Jacinta Austin. Przegrała jednogłośnie na punkty po krwawej batalii.
Na początku czerwca 2024 roku amerykańska federacja Professional Fighters League ogłosiła za pomocą mediów społecznościowych, że Karolina Wójcik wejdzie na zastępstwo do walki z Lizzy Gevers. Do Holenderko-polskiego starcia turniejowego kobiet doszło 8 czerwca na gali PFL Europe 2: 2024 Regular Season w Newcastle upon Tyne. Wójcik zwyciężyła pojedynek ćwierćfinałowy jednogłośnie na punkty, tym samym awansując do następnego etapu europejskiego turnieju PFL wagi muszej.
W drugiej walce dla PFL stoczyła półfinałową walkę z rodaczką Pauliną Wiśniewską. Konfrontacja Polek odbyła się 28 września 2024 w szkockim mieście Glasgow, podczas gali PFL Europe 3: 2024 Playoffs. Wójcik przegrała walkę jednogłośnie na punkty z mniej doświadczoną Wiśniewską, tym samym odpadając z turnieju.

### GFL
Na początku stycznia 2025 roku, podpisała kontrakt z nowo powstałą organizacją Global Fight League.

## Osiągnięcia

### Mieszane sztuki walki
- 2017: Mistrzyni UKFC Championship w wadze słomkowej (amatorskie MMA)[11]
- 2018: Mistrzyni EFC Worldwide(inne języki) w wadze słomkowej[2]
- 2024: Półfinalistka turnieju PFL Europe w wadze muszej[19].

## Lista zawodowych walk w MMA
| Wynik     | Bilans | Przeciwnik (bilans przed walką) | Rozstrzygnięcie                           | Runda | Czas | Rozgrywki                                     | Data       | Miejsce             | Uwagi                                                                           |
| --------- | ------ | ------------------------------- | ----------------------------------------- | ----- | ---- | --------------------------------------------- | ---------- | ------------------- | ------------------------------------------------------------------------------- |
| Przegrana | 12-6   | Paulina Wiśniewska (3-0)        | Decyzja (jednogłośna)                     | 3     | 5:00 | PFL Europe 3: 2024 Playoffs                   | 28.09.2024 | Glasgow             | Półfinał turnieju PFL Europe kobiet w wadze muszej.                             |
| Wygrana   | 12-5   | Lizzy Gevers (3-1)              | Decyzja (jednogłośna)                     | 3     | 5:00 | PFL Europe 2: 2024 Regular Season             | 08.06.2024 | Newcastle upon Tyne | Debiut w PFL. Ćwierćfinał turnieju PFL Europe kobiet w wadze muszej.            |
| Przegrana | 11-5   | Jacinta Austin (5-2)            | Decyzja (jednogłośna)                     | 3     | 5:00 | Oktagon 55: Jungwirth vs. Pukač 2             | 23.03.2024 | Stuttgart           | Debiut w Oktagon MMA.                                                           |
| Przegrana | 11-4   | Danni McCormack (7-2)           | Techniczne poddanie (duszenie zza pleców) | 4     | 1:22 | Invicta FC 54: McCormack vs. Wójcik           | 27.10.2023 | Boston              | Pojedynek o pas mistrzyni Invicta FC w wadze słomkowej. Main Event              |
| Wygrana   | 11-3   | Ediana Silva (12-3)             | Decyzja (niejednogłośna)                  | 3     | 5:00 | Invicta FC 52: Machado vs. McCormack          | 15.03.2023 | Denver              | Co-Main Event                                                                   |
| Przegrana | 10-3   | Valesca Machado (11-3)          | Decyzja (jednogłośna)                     | 3     | 5:00 | Invicta FC 50: Strawweight Title Tournament   | 16.11.2022 | Denver              | Finał turnieju Invicta FC w wadze słomkowej i pojedynek o pas mistrzowski.      |
| Wygrana   | 10-2   | Gloria de Paula (6-5)           | Decyzja (jednogłośna)                     | 3     | 5:00 | Invicta FC 50: Strawweight Title Tournament   | 16.11.2022 | Denver              | Półfinał turnieju Invicta FC w wadze słomkowej.                                 |
| Wygrana   | 9-2    | Sandra Lavado (10-2)            | Decyzja (jednogłośna)                     | 3     | 5:00 | Dana White’s Contender Series 2022: Week 3    | 09.08.2022 | Las Vegas           | Pojedynek o kontrakt z UFC. Wójcik mimo wygranej walki nie otrzymała kontraktu. |
| Wygrana   | 8-2    | Aleksandra Rola (3-1)           | Decyzja (jednogłośna)                     | 3     | 5:00 | KSW 60: De Fries vs. Narkun 2                 | 24.04.2021 | Łódź                |                                                                                 |
| Wygrana   | 7-2    | Sylwia Juśkiewicz (9-5)         | Decyzja (jednogłośna)                     | 3     | 5:00 | KSW 55: Askham vs. Khalidov 2                 | 10.10.2020 | Łódź                |                                                                                 |
| Wygrana   | 6-2    | Maria Ribeiro (5-2)             | Decyzja (niejednogłośna)                  | 3     | 5:00 | Brave CF 30                                   | 23.11.2019 | Hajdarabad          |                                                                                 |
| Przegrana | 5-2    | Ewelina Woźniak (2-0)           | Decyzja (niejednogłośna)                  | 5     | 5:00 | Contenders Norwich 27                         | 28.09.2019 | Norwich             | Pojedynek o pas mistrzyni Contenders w wadze słomkowej. Main Event              |
| Wygrana   | 5-1    | Roberta Zocco (3-2)             | Decyzja (jednogłośna)                     | 3     | 5:00 | Venator Fight Night 2: Zocco vs Wójcik        | 08.06.2019 | Altamura            | Main Event                                                                      |
| Wygrana   | 4-1    | Chiara Penco (4-0)              | Decyzja (niejednogłośna)                  | 5     | 5:00 | EFC Worldwide 76                              | 08.12.2018 | Pretoria            | Zdobyła pas mistrzowski EFC Worldwide w wadze słomkowej. Main Event             |
| Przegrana | 3-1    | Cheyanne Buys (1-1)             | Decyzja (niejednogłośna)                  | 3     | 5:00 | EFC Worldwide 74                              | 06.10.2018 | Johannesburg        |                                                                                 |
| Wygrana   | 3-0    | Maria Vittoria Colonna (3-2)    | Decyzja (jednogłośna)                     | 3     | 5:00 | UK Fighting Championships 7                   | 16.06.2018 | Preston             | Main Event                                                                      |
| Wygrana   | 2-0    | Jade Barker (2-2)               | TKO (ciosy pięściami)                     | 2     | 4:09 | Evolution of Combat: Fight Night 1            | 19.05.2018 | Morecambe           | Co-Main Event                                                                   |
| Wygrana   | 1-0    | Naomi Harvey (1-1)              | TKO (ciosy pięściami)                     | 2     | 2:40 | Golden Ticket Fight Promotions: Fight Night 9 | 21.04.2018 | Wolverhampton       |                                                                                 |